# I ladroni
I ladroni (Night Owls, nell'originale inglese) o Ladroni è un cortometraggio del 1930 con Stanlio e Ollio. È Uno dei primi cortometraggi sonori della coppia, il cui soggetto venne riutilizzato dagli stessi Stanlio e Ollio negli anni '50, durante una tournée teatrale, in uno sketch dal titolo A Spot of Trouble. Prende spunto dal lavoro di Laurel con il Keystone Trio (attorno al 1916).

## Trama

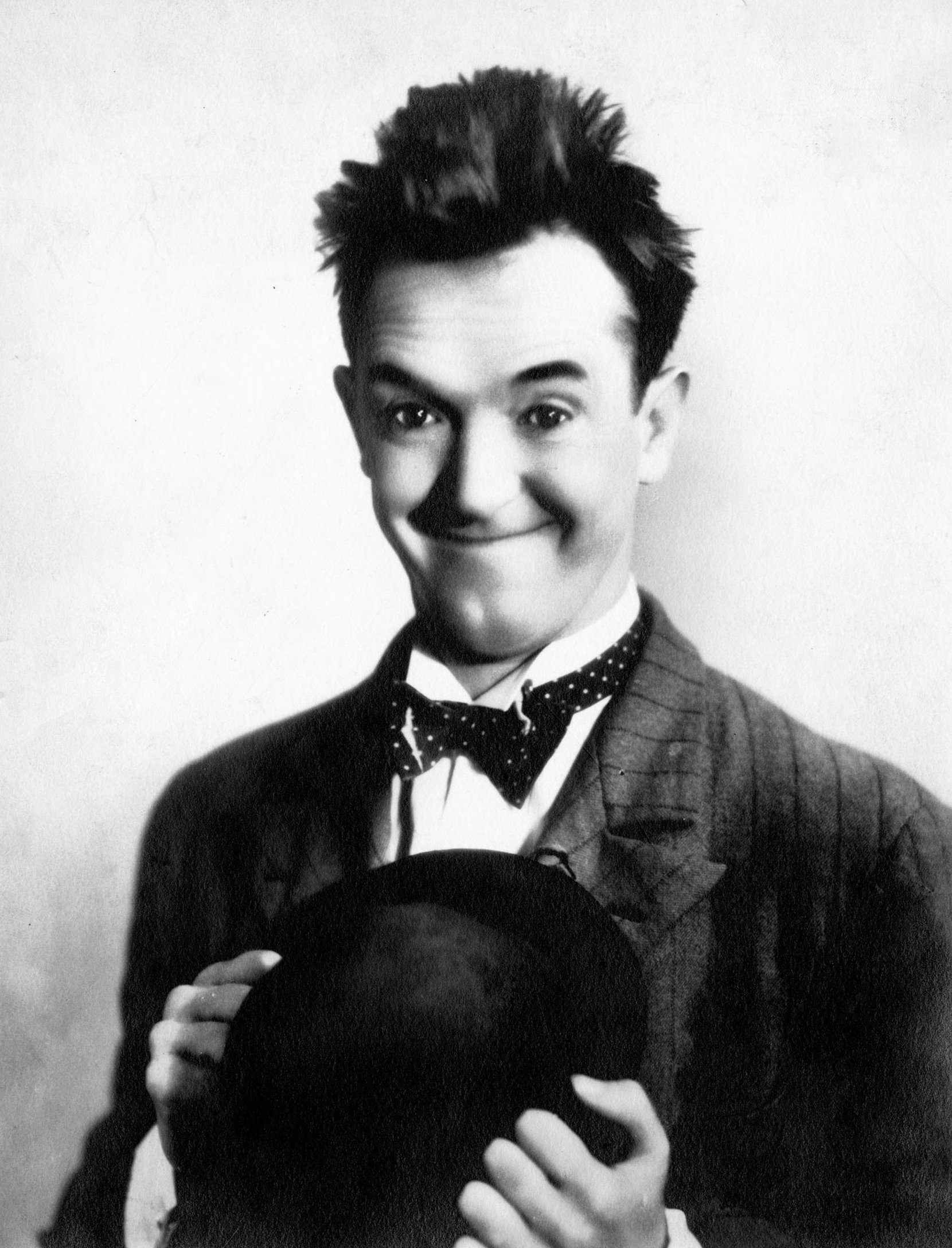
Stan Laurel (Stanlio) in una foto della fine degli anni '20

Stanlio e Ollio vengono costretti a fingersi ladri dal maldestro poliziotto Kennedy che vuol fare bella figura con il commissario, ovviamente non andrà per il verso giusto, dato che i due devono rubare proprio nella casa di quest'ultimo, ma ne combineranno talmente tante, che il padrone crederà che il ladro sia proprio il poliziotto. Stanlio e Ollio intanto riescono a scappare.

## Produzione
La pellicola è stata girata negli Hal Roach Studios di Culver City.
Nella colonna sonora venne utilizzato per la prima volta il tema, divenuto poi ricorrente, The Cookoo Song di Marvin Hatley.

## Edizione italiana
Il film nel 1931 fu distribuito in una versione girata appositamente da Laurel & Hardy per l'Italia, così come fecero per altri Paesi europei (Francia, Germania, Spagna), ma tale versione è andata persa.
Il primo doppiaggio di Fiorenzo Fiorentini e Carlo Croccolo degli anni '50, fu incluso nel montaggio I fratellini (1950), e risulta mancante di alcune scene. Questo doppiaggio fu utilizzato in diverse altre antologie della coppia, come Stanlio e Ollio alla riscossa del 1963. Per la distribuzione italiana della versione colorata, fu utilizzato questo primo doppiaggio, non includendo dunque le scene mancanti. Il nuovo doppiaggio eseguito solamente da Croccolo nella metà degli anni '50, per altre antologie di montaggio, è più completo.

## Versioni alternative straniere
Il film fu girato in altre versioni in spagnolo dal titolo "Ladrones" e italiano dal titolo "Ladroni", a causa della mancanza del doppiaggio.
La versione spagnola è più lunga di 16 minuti, ha un finale totalmente diverso e oggi è disponibile in DVD, inoltre quest'ultima versione divenne addirittura il primo film sonoro in assoluto ad essere proiettato in Argentina, quando il suo presentatore Max Glucksmann lo proiettò nella città di Mar del Plata nel febbraio 1930.
La versione italiana è andata perduta. Nella versione spagnola tutti gli attori sono gli stessi della versione inglese, tranne il commissario, che fu sostituito da Enrique Acosta.

### Ladrones
Nella versione spagnola allungata a 36 minuti, Stanlio e Ollio ci sono diverse scene aggiunte, non presenti nell'edizione statunitense.
Completamente differente è il finale: Stanlio e Ollio non scappano di casa dopo che il capo della polizia chiama i rinforzi. Infatti i due vengono subito sorpresi dal padrone di casa che li blocca assieme ai poliziotti giunti dalla centrale. Il policeman Kennedy giunge anche lui però non riesce a parlare in favore di Stanlio e Ollio con il suo capo, perché gli viene ordinato di scortare i due malfattori subito in prigione. Stanlio e Ollio tentano di ricordargli il loro accordo con dei gesti delle mani e del viso, ma Kennedy non può proprio far nulla finché Ollio, indispettito per quell'affronto, non rivela tutto al capo della polizia. Questi allora decide di scortare tutti in carcere, compreso Kennedy ed esce di casa con il suo seguito di servitori. Stanlio e Ollio vengono fatti salire su una vettura della polizia, che parte prima di quella del capo dei poliziotti. I due vagabondi hanno un'idea: saltare sul primo grande ramo che trovano sopra le loro teste per sfuggire ai poliziotti, dato che sono stati messi nei posti indietro della macchina. Stanlio e Ollio per un momento eludono la polizia, saltando sul ramo, però quando decidono di riscendere cadono proprio nella macchina del capo della polizia, che li scorta in carcere per sempre.